# Hassan El Fakiri
Hassan El Fakiri (ar. حسن الفكيري, ur. 18 kwietnia 1977 w Temsamane) – norweski piłkarz pochodzenia marokańskiego grający na pozycji prawego obrońcy lub pomocnika.

## Kariera klubowa
Karierę piłkarską El Fakiri rozpoczął w Norwegii, w klubie Lyn Fotball. W 1995 roku awansował do kadry pierwszej drużyny i w tamtym roku zadebiutował w jej barwach w norweskiej pierwszej lidze. W Lyn grał do końca 1999 roku, a w 2000 roku odszedł do SK Brann, w którym zadebiutował 9 kwietnia 2000 w wygranym 4:1 domowym meczu z Vikingiem. W Brann grał przez pół roku.
W połowie 2000 roku El Fakiri został zawodnikiem AS Monaco, grającego we francuskiej Ligue 1. Początkowo grał w rezerwach tego klubu, a na początku 2001 roku został wypożyczony do Lyn Fotball. Latem 2001 odszedł na kolejne wypożyczenie, tym razem do Rosenborga Trondheim, w którym zadebiutował 26 sierpnia 2001 w meczu ze Strømsgodset IF (5:2). W 2001 i 2002 roku dwukrotnie z rzędu wywalczył z Rosenborgiem mistrzostwo Norwegii.
W sierpniu 2002 El Fakiri wrócił do Monaco, a 11 września 2002 zadebiutował w pierwszym zespole, w wygranym 2:1 domowym ligowym spotkaniu z FC Nantes. W 2003 roku zdobył z Monaco Puchar Ligi Francuskiej. Z kolei w 2004 roku dotarł z tym klubem do finału Ligi Mistrzów (nie wystąpił w przegranym 0:3 finale z FC Porto). W AS Monaco grał do końca sezonu 2004/2005.
Latem 2005 roku El Fakiri przeszedł do Borussii Mönchengladbach. W Bundeslidze swój debiut zanotował 13 sierpnia 2005 w meczu z Wolfsburgiem (1:1). Zawodnikiem Borussii był przez 2 sezony. W 2007 roku spadł z nią do drugiej ligi.
Latem 2007 El Fakiri wrócił do SK Brann. W tamtym roku wywalczył mistrzostwo Norwegii. W 2014 roku zakończył karierę.
| Sezon   | Klub                     | Kraj     | Rozgrywki   | Mecze | Bramki |
| ------- | ------------------------ | -------- | ----------- | ----- | ------ |
| 1996    | Lyn Fotball              | Norwegia | Tippeligaen | 6     | 0      |
| 1997    | Lyn Fotball              | Norwegia | Tippeligaen | 21    | 1      |
| 1998    | Lyn Fotball              | Norwegia | Tippeligaen | 23    | 2      |
| 1999    | Lyn Fotball              | Norwegia | Tippeligaen | 28    | 3      |
| 2000    | SK Brann                 | Norwegia | Tippeligaen | 9     | 2      |
| 2000/01 | AS Monaco B              | Francja  | CFA         | 17    | 1      |
| 2001    | Lyn Fotball              | Norwegia | Tippeligaen | 13    | 0      |
| 2001    | Rosenborg BK             | Norwegia | Tippeligaen | 5     | 0      |
| 2002    | Rosenborg BK             | Norwegia | Tippeligaen | 12    | 0      |
| 2002/03 | AS Monaco                | Francja  | Ligue 1     | 15    | 0      |
| 2003/04 | AS Monaco                | Francja  | Ligue 1     | 18    | 0      |
| 2004/05 | AS Monaco                | Francja  | Ligue 1     | 8     | 0      |
| 2005/06 | Borussia Mönchengladbach | Niemcy   | Bundesliga  | 31    | 1      |
| 2006/07 | Borussia Mönchengladbach | Niemcy   | Bundesliga  | 18    | 0      |
| 2007    | SK Brann                 | Norwegia | Tippeligaen | 9     | 1      |
| 2008    | SK Brann                 | Norwegia | Tippeligaen | 16    | 0      |
| 2009    | SK Brann                 | Norwegia | Tippeligaen | 27    | 0      |
| 2010    | SK Brann                 | Norwegia | Tippeligaen | 25    | 0      |
| 2011    | SK Brann                 | Norwegia | Tippeligaen | 30    | 0      |
| 2012    | SK Brann                 | Norwegia | Tippeligaen | 11    | 0      |
| 2013    | SK Brann                 | Norwegia | Tippeligaen | 16    | 0      |
| 2014    | SK Brann                 | Norwegia | Tippeligaen | 16    | 0      |

## Kariera reprezentacyjna
W reprezentacji Norwegii El Fakiri zadebiutował 8 sierpnia 2004 roku w wygranym 4:1 towarzyskim spotkaniu z Irlandią Północną. Od 2004 do 2006 roku rozegrał w kadrze narodowej 8 meczów.
| Mecze i gole w reprezentacji | Mecze i gole w reprezentacji | Mecze i gole w reprezentacji | Mecze i gole w reprezentacji | Mecze i gole w reprezentacji | Mecze i gole w reprezentacji | Mecze i gole w reprezentacji |
| #                            | Data                         | Stadion                      | Rywal                        | Wynik                        | Gol                          | Rozgrywki                    |
| 2004                         | 2004                         | 2004                         | 2004                         | 2004                         | 2004                         | 2004                         |
| ---------------------------- | ---------------------------- | ---------------------------- | ---------------------------- | ---------------------------- | ---------------------------- | ---------------------------- |
| 1.                           | 08.08.2004                   | Belfast, Irlandia Północna   | Irlandia Północna            | 4:1                          | 0                            | towarzyski                   |
| 2.                           | 31.03.2004                   | Belgrad, Serbia i Czarnogóra | Serbia i Czarnogóra          | 1:0                          | 0                            | towarzyski                   |
| 3.                           | 28.04.2004                   | Oslo, Norwegia               | Rosja                        | 3:2                          | 0                            | towarzyski                   |
| 4.                           | 18.08.2004                   | Oslo, Norwegia               | Belgia                       | 2:2                          | 0                            | towarzyski                   |
| 5.                           | 16.11.2004                   | Londyn, Anglia               | Australia                    | 2:2                          | 0                            | towarzyski                   |
| 2005                         |                              |                              |                              |                              |                              |                              |
| 6.                           | 09.02.2005                   | Ta’ Qali, Malta              | Malta                        | 3:0                          | 0                            | towarzyski                   |
| 7.                           | 17.08.2005                   | Oslo, Norwegia               | Szwajcaria                   | 0:2                          | 0                            | towarzyski                   |
| 2006                         |                              |                              |                              |                              |                              |                              |
| 8.                           | 01.03.2006                   | Dakar, Senegal               | Senegal                      | 1:2                          | 0                            | towarzyski                   |